# 주말의 사랑
《주말의 사랑》(영어: A Touch of Class)은 1973년 개봉한 영국의 로맨틱 코미디 영화이다. 멜빈 프랭크가 감독과 공동각본을 맡았다.

## 출연

### 주연
- 조지 시걸
- 글렌다 잭슨

### 조연
- 폴 소르비노
- K 칼런
- 섹 린더
- 마이클 엘윈
- 메리 바클레이
- 나딤 사왈하
- 이안 톰슨

## 기타
- 협력프로듀서: 피터 빌
- 미술: 테렌스 마쉬
- 의상: 루스 마이어스
- 배역: 레슬리 드 페티